# Champorchervallei
De Champorchervallei (Italiaans: Valle di Champorcher, Frans: Vallée de Champorcher) is een zijdal van de Italiaanse Aostavallei, genoemd naar Champorcher.

## Geografie
De Champorchervallei behoort tot het rechterbekken van de Dora Baltea (fr. Doire baltée), met de stroom meekijkend. Het is de laatste vallei aan de orografische rechterkant van de Dora Baltea in Aostadal. De vallei die eraan voorafgaat is het Cognedal (als we de kleinere Champdeprazvallei en Clavalitévallei buiten beschouwing laten). Het wordt doorgroefd door de Ayasse, een rechter zijrivier van de Dora Baltea.

### Orografie
De Champorchervallei wordt niet begrensd door bergketens van een zekere indrukwekkendheid, zoals die van de valleien in de omgeving.
Aan de orografische rechterkant, beginnend vanaf de valleibodem en langs de waterscheiding met de Chiuselladal, is de eerste top Bec Cocor (2142 m), boven Hône. Als je vervolgens de waterscheiding verder volgt, volgen de Mont Debat (2622 m), Pointe de Dondogna (2550 m), Mont-de-Prel (2607 m) en Mont-de-Corni (2778 m), die allemaal op het grondgebied van Pontboset liggen en de Val de Brenve bekronen. Als je de bergkam volgt, komt men vervolgens de Mont Mars (2756 m) tegen, gelegen aan het begin van de Vallon de l'Alleigne, en de Pointe Santanel (2721 m), vanwaar een rotsachtige en strenge bergkam zich westwaarts voortzet en verdwijnt bij Col Laris.
De waterscheiding aan de andere kant heeft geen bijzonder interessante toppen:  met de Col Courtil (1511 m), Tête Colon (1921 m) en Pointe d'Arcomy (1991 m) wordt de 2000 meter niet bereikt. Vanaf de Cima Piana (2512 m), op de grens met het grondgebied van Champdepraz en het natuurpark Mont Avic, neemt de hoogte van de heuvelrug geleidelijk toe tot de 2866 meter van de Gran Rossa (Grande-Rousse).
Bij de kop van de Champorchervallei ligt het Misérinmeer. Ten zuiden van het Dondénazbekken ligt de Rosa dei Banchi (3163 m), met daaronder het Banchisneeuwveld, het laatste overgebleven sneeuwveld in de vallei. Verder westwaarts vinden we de Bec Costazza (3092 m) en de Tour Ponton (3101 m), gelegen tussen de Fenêtre de Champorcher en de Col Pontonnet. Aan de noordkant van Dondénaz liggen de Mont Moussaillon (3075), de Mont Dela (3139) en de Mont Glacier, met 3185 m het hoogste punt in de Champorchervallei.
Net buiten het grondgebied van Champorcher, tussen Cogne en Fénis, rijst de pointe Tersiva (3512 m) op, ongetwijfeld een van de elegantste bergen van de Grajische Alpen; de top is in een dag bereikbaar vanuit de Champorchervallei via een rotsachtige en zeer directe bergkam, waarvan de oversteek een goede voorbereiding op het bergbeklimmen vereist.

## Plaatsen
De volgende gemeenten liggen in deze volgorde in de vallei:
- Hône
- Pontboset
- Champorcher

## Toerisme
Om het beklimmen van de bergen rond de vallei en het wandelen op grote hoogte te bevorderen, zijn in de vallei verschillende berghutten gerealiseerd: 
- Misérin - 2.580 m
- Dondénaz - 2.192 m
- Barbustel - Lac Blanc - 2.200 m

De vallei wordt ook doorkruist door het Hoge Pad van het Aostadal nr. 2, een wandelroute van Courmayeur naar Donnas.

## Natuurbescherming
Het hoogste deel van de vallei is opgenomen in het natuurpark Mont Avic na de uitbreiding ervan in 2003.

## Galerij

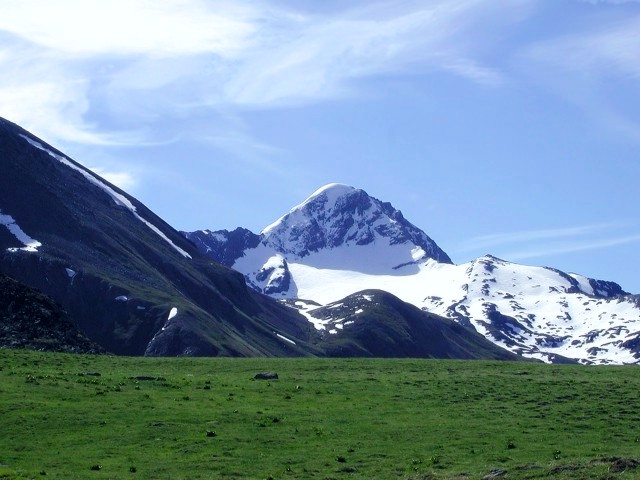
Pointe Tersiva
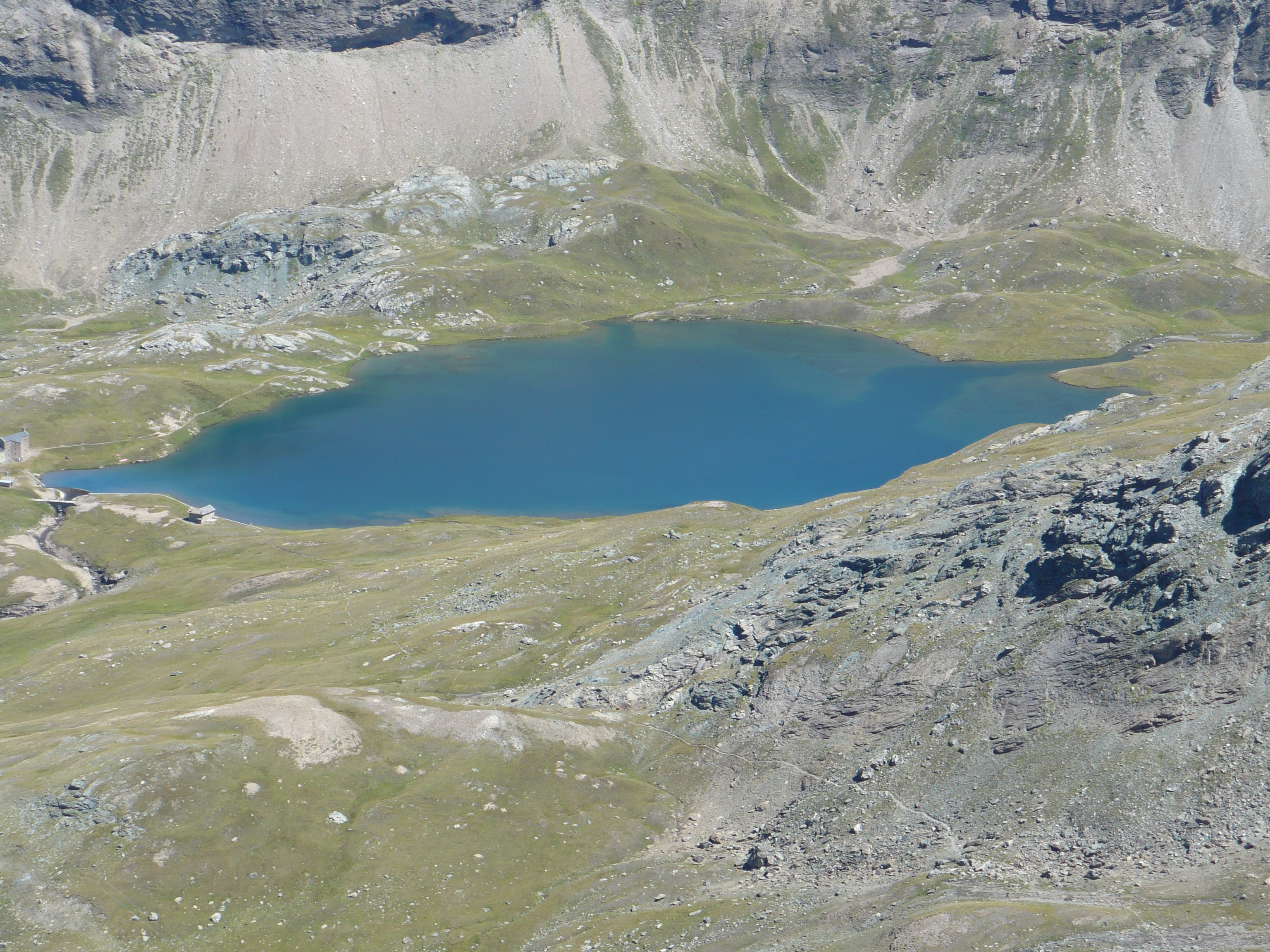
Misérinmeer
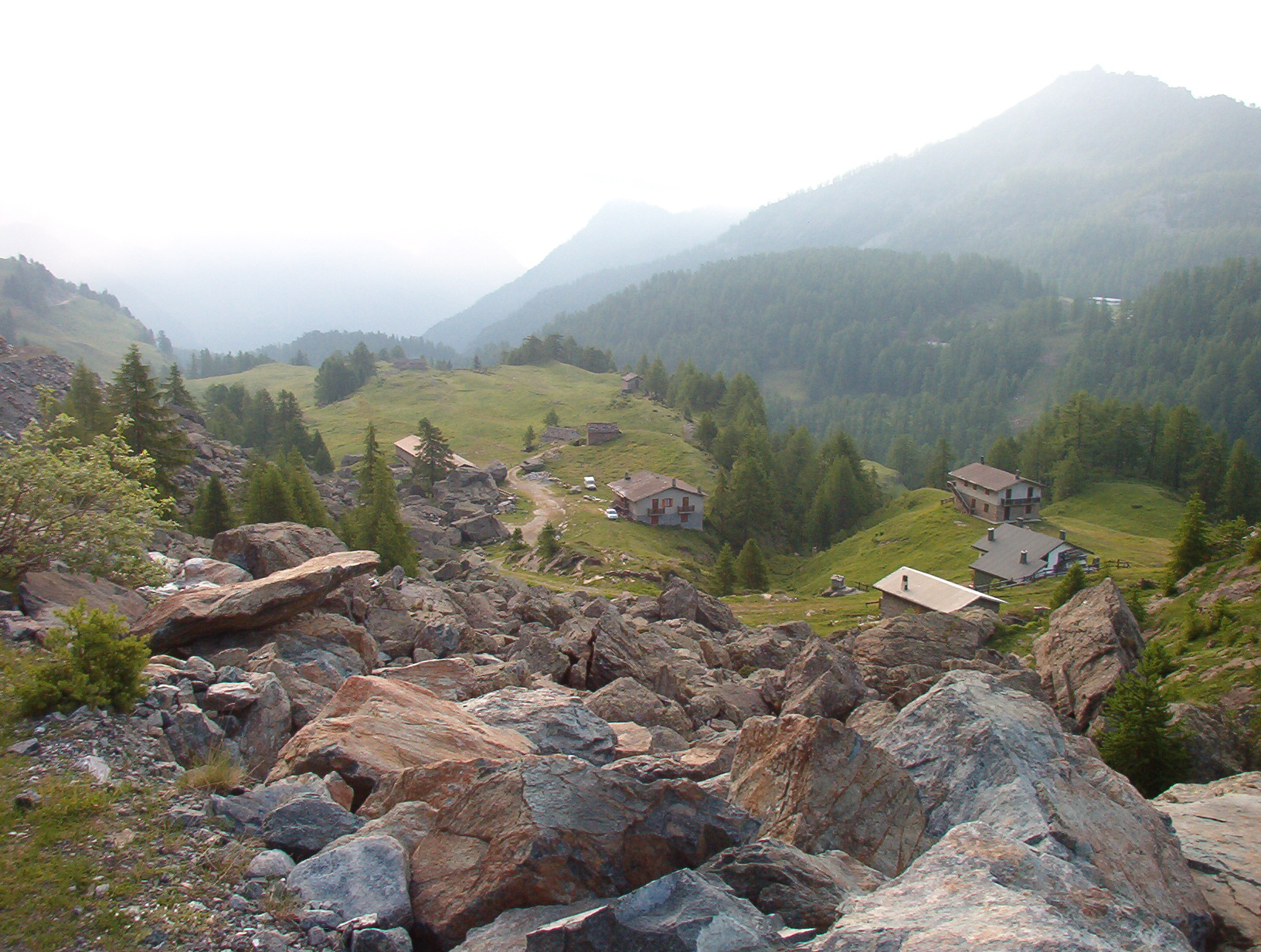
Panorama vanaf het Dondénazbekken
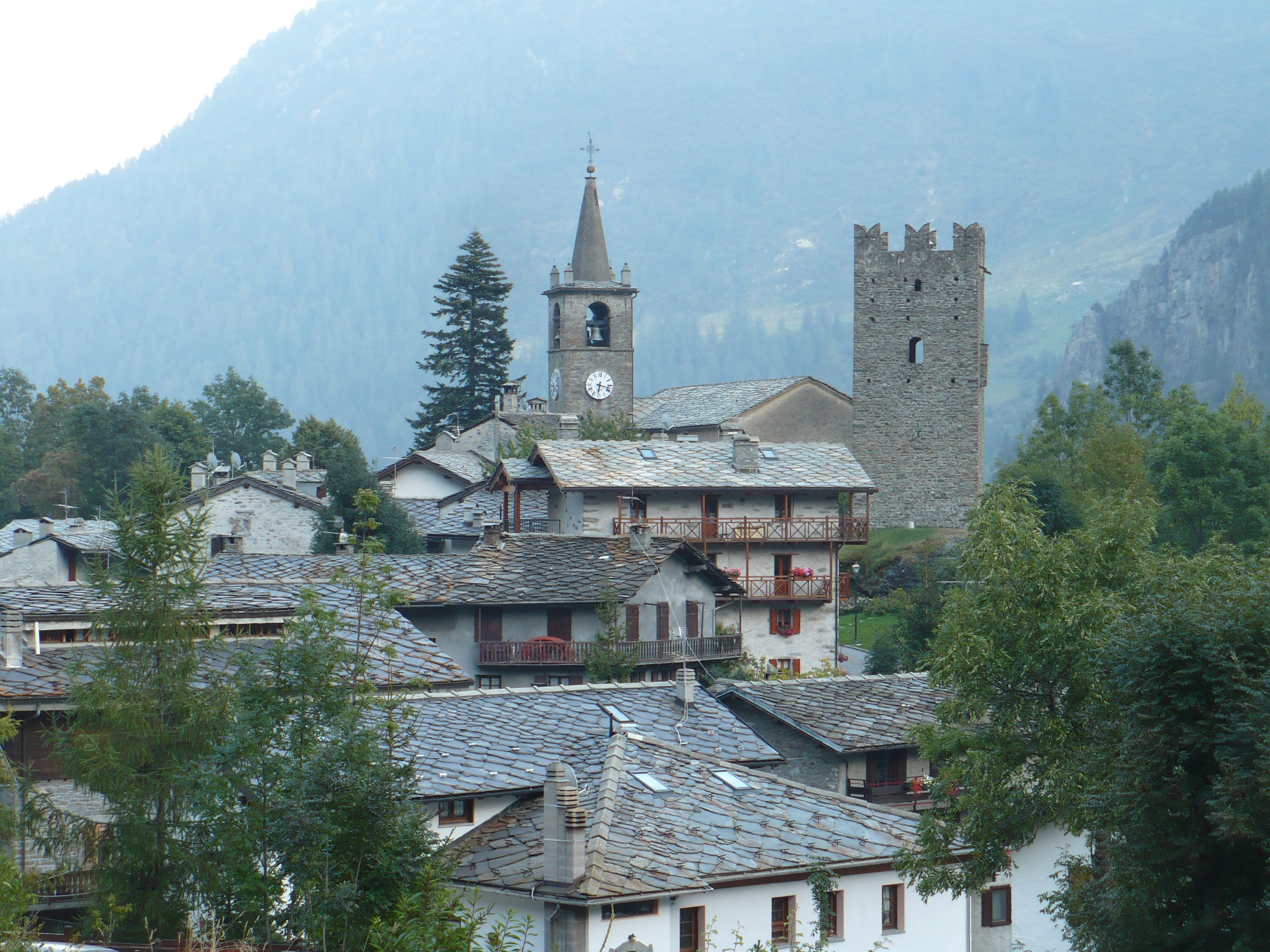
Champorcher
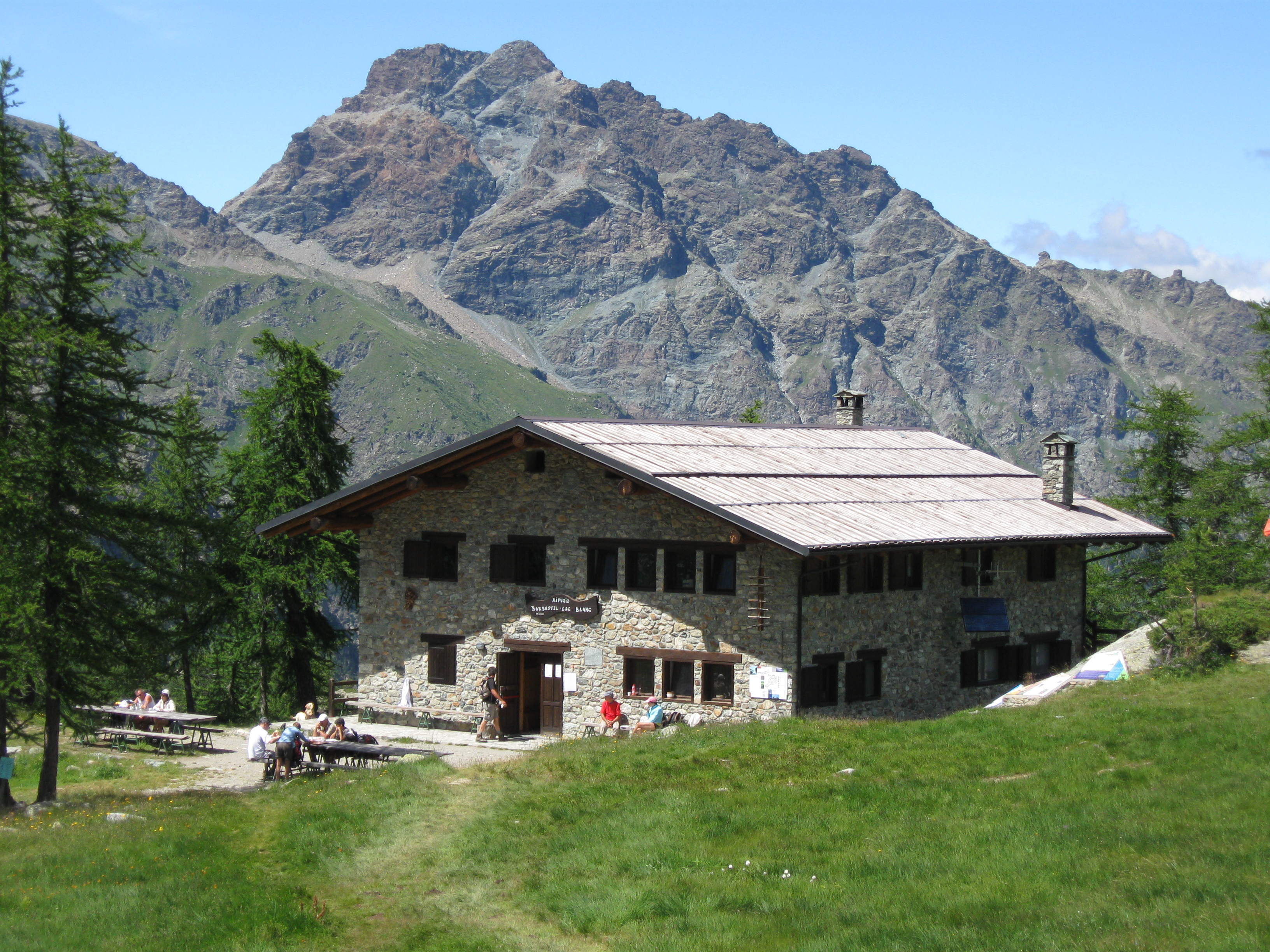
Berghut Barbustel - lac blanc